# Евхологий

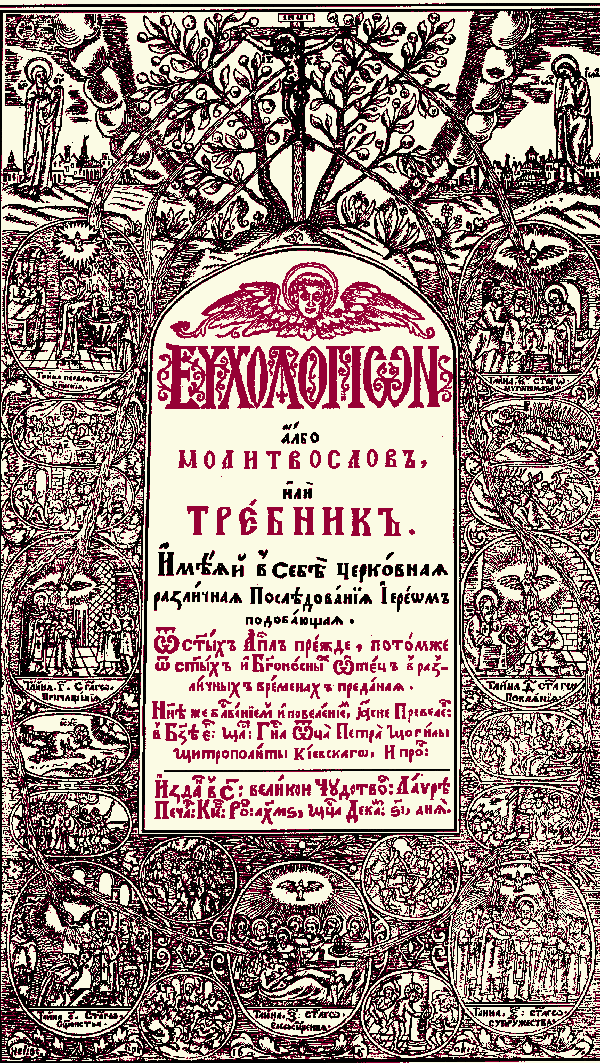
Евхологион (Требник Петра Могилы 1646 год)

Евхоло́гий, Евхологио́н, Тре́бник, Потре́бник (ст.‑слав. Еѵхоло́гїй, Еѵхоло́гїωнъ, др.-греч. Εὐχολόγιον — «Сборник молитв» или «Молитвослов» от др.-греч. εὐχή — «молитва» + др.-греч. λέγω — «собирать») — православная богослужебная книга, в которой собраны молитвы для священнослужителей на разные случаи.

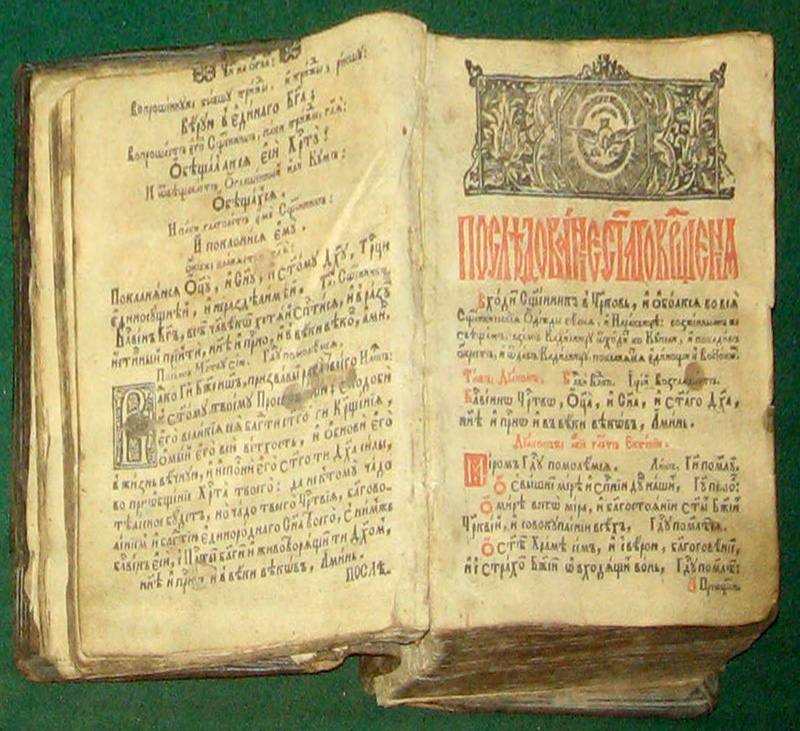
Требник, изданный типографией Киево-Печерской лавры в 1703 году

В греческих церквах Евхологион заменяет собою требник и служебник.

## История
По своему происхождению чинопоследования Таинств и других священнодействий, излагаемых в Евхологие, восходят ко времени апостольской жизни церкви. Первоначальные Евхологии до нас не дошли. Наиболее ранним из известных источников является сборник молитв и служб, содержащийся в восьмой книге «Апостольских постановлений».
Уже в ранней Византии Евхологии были в активном употреблении. Наиболее древним сохранившимся Евхологием является Барселонский папирус (IV век), тексты которого — на латинском и древнегреческом. Кроме него сохранились древние рукописи:
- Евхологион Серапиона, епископа Тмуитского (Египет, IV век);
- Евхологион Барбериновской библиотеки (Barberini gr. 336) VIII—IX веков — на древнегреческом;
- Синайский евхологий, датируемый XI веком и написанный на глаголице, был обнаружен епископом Порфирием (Успенским) во время его путешествия на Восток.

Большое количество евхологиев собрал в своем сочинении «Описание литургических рукописей, хранящихся в библиотеках православного Востока» профессор А. А. Дмитриевский. [Требник Петра Могилы]], изданный в 1646 году, имеет название: «Евхологион, албо Молитвослов или Требник». Из наиболее известных, выделяется евхологий, изданный Ж. Гоаром.
В московской традиции Евхологий (Евхологион) был для удобства разделён на:
- Служебник (Литургикон), содержащий только чинопоследования только ежедневных богослужений (Вечерня, Утреня, Литургия);
- Требник — требы (таинства и обряды);
- Чиновник архиерейского священнослужения.

## Типы
Полная версия называется Большой Евхологий (др.-греч. Εὐχολόγιον τό μέγα; церк.-слав. Болшой Іерейскій Молитвословъ; рум. Arhieraticon) и содержит следующее:
- Части для священника и диакона на вечерне, утрене и литургии, вместе с дополнительным материалом (Прокимен, Православный календарь и т. д.)
- Остальные таинства, монашеский постриг, освящение воды и т. д.
- Службы, исполняемые священником (посвящение в духовный сан, освящение храма)
- Различные благословения и молитвы для нерегулярного использование (освящение жилья, соборование и т. д.)
- Молебные пения (молебен)

Другие книги содержат только части Большой Евхологии:
- Молитвенник (др.-греч. Ἱερατικόν; церк.-слав. Слѹже́бникъ; рум. Liturghier, содержащий вечерню, утреню, повечерие и литургию, а также дополнительные материалы.
- Малый евхологий или Тре́бник (др.-греч. Ἁγιασματάριον; др.-греч. Μικρόν Εὐχολόγιον; церк.-слав. Требникъ; рум. Molitfelnic содержат таинства (кроме литургии), которые совершаются священником, а также другие службы, которые обычно совершаются в приходе.

## Требник

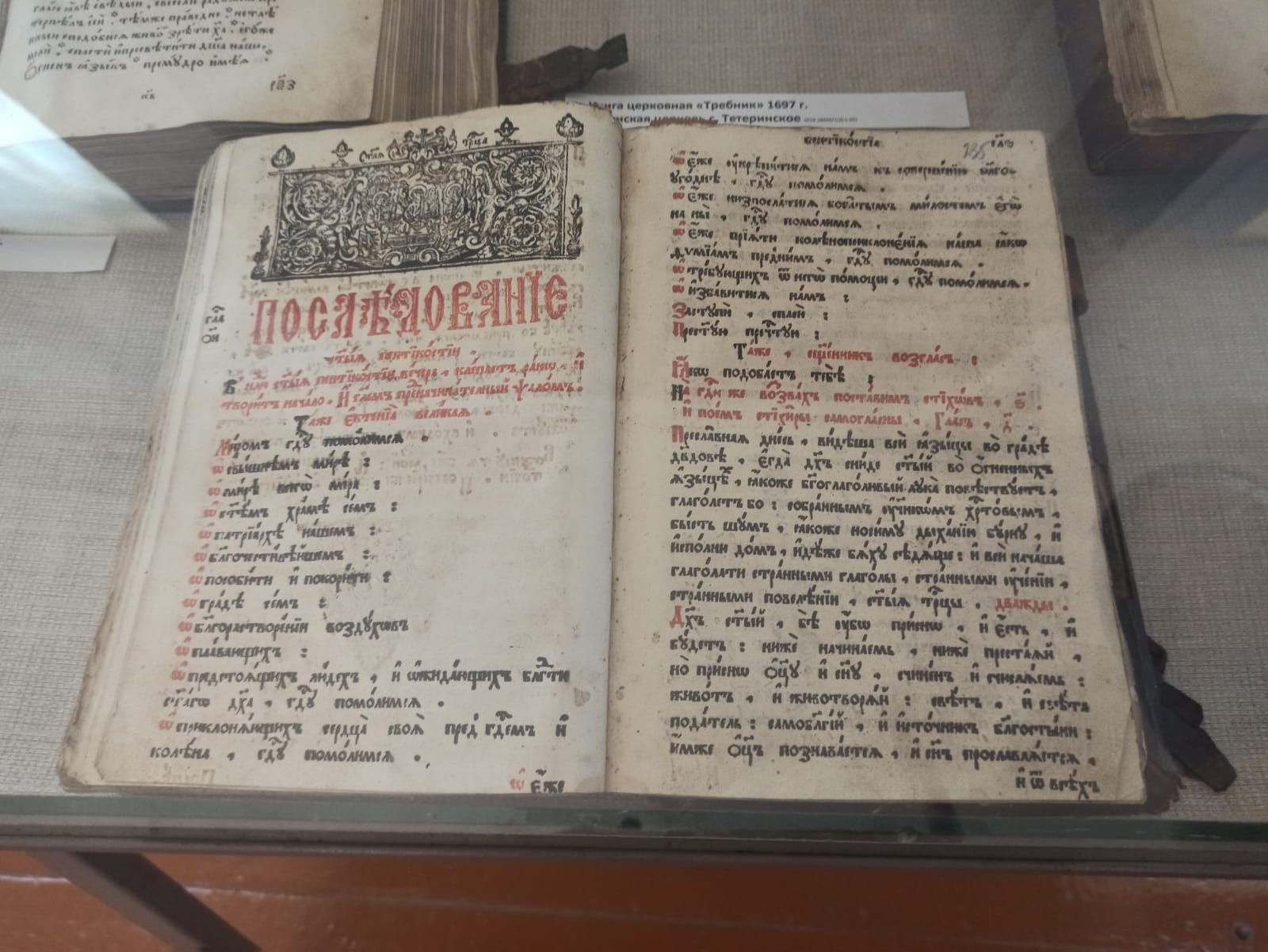
Требник, 1697, село Тетеринское Нерехтского уезда. Музейная экспозиция Богоявленского (Никольского) храма в Нерехте

Евхологий часто называют «Тре́бником», и это название происходит от слова «треба», которое в древнерусском языке имело сакральный смысл и означало: «жертва», «жертвоприношение», «молитва», «исполнение священного обряда». В настоящее время словом «треба» называются молитвословия и священнодействия, совершаемые по просьбе (по потребам, потребностям, нуждам) одного или нескольких христиан в особых обстоятельствах их жизни. К ним относятся все Таинства (кроме хиротонии), причащение тяжелобольных на дому, молебны, панихиды, отпевания, освящение домов и пр.
В московской традиции термином Тре́бник, или Потре́бник называют богослужебную книгу, содержащую чинопоследования Таинств и других священнодействий, совершаемых Православной церковью лишь в особых случаях и не входящих в состав регулярного богослужения суточного, седмичного и годового круга.
По мере развития внешней стороны богослужения число молитвословий увеличивалось до IX века включительно. На славянский язык требник был переведён впервые святыми Кириллом и Мефодием (IX век). Он был в употреблении до времени великого князя Иоанна Даниловича Калиты. При нём грек Феогност, поставленный митрополитом Киевским и всея Руси, повелел в 1328 году перевести на славянский язык привезённый им требник. Его требник вошёл во всеобщее употребление в Русской церкви.
С появлением книгопечатания на Руси (1564) рукописные требники исправлялись при патриархах Филарете (1619—1633), Иоасафе I (1634—1640), Иосифе (1642—1652), Никоне (1652—1666), Иоасафе II (1667—1672), Иоакиме (1674—1690).
Патриарх Иоасаф I дополнил требник приложением Соборных постановлений. Требник, изданный при патриархе Иосифе в 1651 году, получил название Большого требника. Иоасаф II в 1672 году издал сокращённый вариант Большого требника. Он получил название Малого требника. Патриарх Иоаким в 1687 году улучшил это издание, напечатав в Малом требнике Номоканон (в сокращённом виде).

### Виды требников
Требник большой — состоит из двух частей. В первой части содержатся последования Таинств (Крещения, Миропомазания, Венчания, Елеосвящения, Покаяния) и других божественных служб: погребения усопших, освящения воды, пострижения в монашество. Этими молитвословиями Православная церковь встречает человека при его рождении, освящает его жизнь и напутствует его, когда он переселяется в вечность. Молитвословия изложены в той последовательности, в какой обычно бывают потребны христианину.
Вторая часть Требника большого содержит главным образом молитвословия различных богослужебных и религиозно-житейских обрядов, в частности:
- молитвы на освящение вещей, зданий и строений;
- молитвы на освящение овощей (плодов) и винограда (гроздия);
- молитвы разрешительные от клятвы;
- молитвы при начале всякого труда и вообще испрашивающие благословение Божие;
- молитва святых седми отроков Ефесских о немощном и не спящем (страдающего бессонницей);
- молитва над солию (солью);
- последование в сыноположение (то есть при усыновлении кого-либо);
- молитвы при благословении яств и артоса во Святую Пасху;
- последование об отроках неудобоучащихся;
- молитвословия об отгнании злых духов.

Во второй части Требника помещены и некоторые последования, относящиеся к общественному богослужению:
- чин умовения ног в Великий четверг;
- слова святого Иоанна Златоуста на Великий четверг и на Святую Пасху и молитвы коленнопреклоненные на вечерне в день праздника Пятидесятницы;
- молебные пения на разные случаи;
- молитвы о взыскующих мира;
- изложение обрядов и молитвословий, какие бывают при принятии Православной церковью в своё лоно находящихся вне её;
- чины на освящение храма;
- Номоканон — собрание канонических правил.

Кроме того, в Требнике большом имеются две дополнительные главы, составляющие как бы третью его часть. Первая содержит месяцеслов, вторая — сословие (указатель) имён (святых) по алфавиту.
Требник малый представляет собой сокращённый вариант Требника большого. В нём содержатся последования священнодействий и молитвословий, которые чаще всего приходится совершать приходскому священнику.
Требник дополнительный содержит чины освящений храма и вещей, принадлежащих главным образом храму: креста на храме, сосудов богослужебных, священных одежд, икон, иконостаса, колокола, креста, носимого на персях (груди) и др. Здесь также имеется чин освящения артоса и молитв на освящение предметов и вещей, употребляемых христианами вне храма, в домашнем быту.
Требник в двух частях (малый) содержит всё то, что находится в Требниках малом и дополнительном, а также некоторые молитвы из Требника большого. Издан Московской патриархией в 1956 году.
Требник митрополита Киевского Петра Могилы — был составлен и издан им же в 1646 году с целью дать украинскому духовенству не только вновь обработанную официальную богослужебную книгу, очищенную от погрешностей и заблуждений, вкравшихся в церковную обрядность под влиянием католичества, но и цельное практическое руководство по всем случаям совершения частного богослужения. Однако в свой Требник он включил некоторые чинопоследования и молитвословия с объяснительными замечаниями из римского требника 1615 года, редактированного впервые ещё при папе Павле V в 1603 году.
В Требнике Петра Могилы имеются также статьи, которые по своему содержанию делятся на обрядовые, казуистические и пастырские. В статьях первого типа раскрывается основная идея обряда и значение всех его принадлежностей, статьи второго типа содержат наставления священнику на различные затруднительные случаи, а в третьей группе указываются требования к пастырю — совершителю Таинств и обрядов и говорится о том, как пастырь должен относиться к пасомым.
По содержанию Требник Петра Могилы делится на три части. Первая часть содержит чинопоследования Таинств и важнейших молитвословий, относящихся к жизни христианина от его рождения до смерти. Во второй части Требника находятся чины на освящение и благословение различных принадлежностей храма и предметов быта христиан. В третьей части содержатся моления по поводу событий, имеющих характер общественных бедствий, а также событий, касающихся жизни отдельных христиан или общественных групп.
Требник в трёх частях (в виде трёх книг) — новый Требник издания Московской патриархии (1980, 1984). В него, помимо содержания Требника Малого в двух частях (1956 года), введены отдельные чины и последования из других видов Требника и иных богослужебных книг, в частности, из Книги молебных пений.
Требник монашеский содержит:
- Чин, бываемый на одеяние рясы и камилавки;
- Чин пострижения в малую схиму (в мантию);
- Чин пострижения в великую схиму;
- Чин погребения монахов.